# Adidas Uniforia

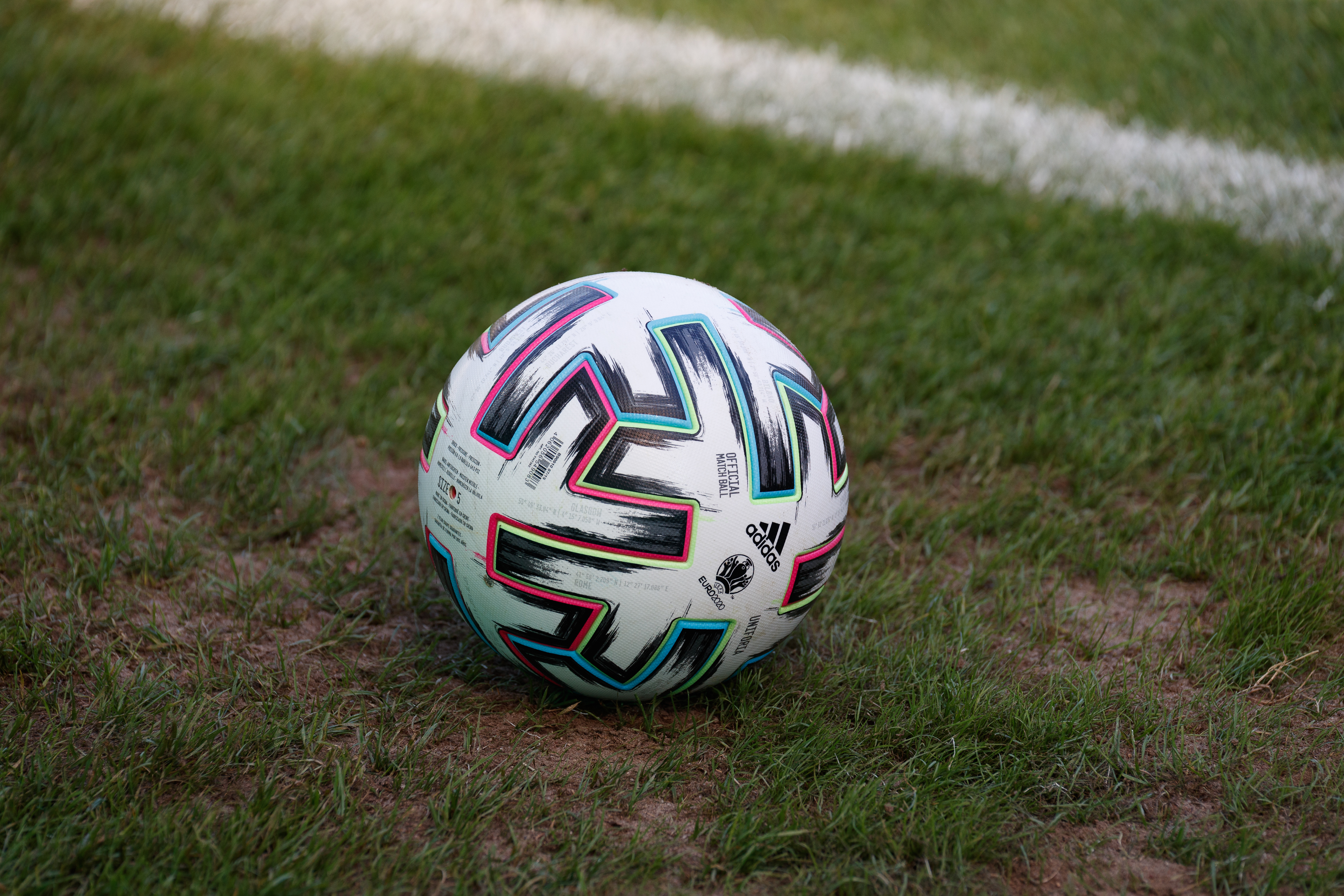
Adidas Uniforia

Adidas Uniforia – oficjalna piłka mistrzostw Europy 2020 futbolowa niemieckiej firmy Adidas. Oficjalna prezentacja odbyła się 6 listopada 2019 roku.

## Opis
Nazwa piłki składa się ze słów "unity" (ang. jedność) i "euphoria" (ang. euforia) i wyraża ona poziom rywalizacji reprezentacji narodowych na najwyższym poziomie oraz ma na celu uczczenie inkluzywności mistrzostw Europy 2020.
Piłka Uniforia przedstawia czarne linie w stylu pędzla biegnące przez piłkę, które symbolizują zacieranie się i przekraczanie granic jako odzwierciedlenie nowego, transkontynentalnego formatu konkursu, wraz z trzema kolorami neonów: żółty, niebieski, różowy, przy czym dwa kolory biegną równolegle oraz nazwy 11 miast-gospodarzy turnieju i ich współrzędne. Bilbao i Dublin z powodu pandemii COVID-19 zrezygnowały z organizacji meczów turnieju, w związku z czym mecze planowane w tych miastach zostały przeniesione do Sewilli i Sankt Petersburga, a ponieważ piłka została zaprezentowana przed pandemią COVID-19, na piłce znajdują się pierwotne planowane miejsca meczów turnieju. Pierwotnie planowane miasto – belgijskie Grimbergen, wycofało się z organizacji turnieju w 2017 roku, w związku z czym jego nazwa nie znalazła się na piłce.

## Współrzędne miast-gospodarzy
| Miasto           | Współrzędne                       |
| ---------------- | --------------------------------- |
| Amsterdam        | 52° 18′ 51,7″ N , 4° 56′ 30,6″ E  |
| Baku             | 40° 25′ 47,8″ N, 49° 55′ 10,5″ E  |
| Bilbao           | 43° 15′ 51.16″ N, 2° 56′ 57.56″ W |
| Bukareszt        | 44° 26′ 13,9″ N , 26° 9′ 9″ E     |
| Budapeszt        | 47° 30′ 11,3″ N , 19° 5′ 53″ E    |
| Dublin           | 53° 20′ 6,8″ N , 6° 13′ 41,9″ W   |
| Glasgow          | 55° 49′ 33,1″ N , 4° 15′ 7″ W     |
| Kopenhaga        | 55° 42′ 9,4″ N , 12° 34′ 20″ E    |
| Londyn           | 51° 33′ 21,5″ N , 0° 16′ 46,4″ W  |
| Monachium        | 48° 13′ 7,6″ N , 11° 37′ 28,9″ E  |
| Rzym             | 41° 56′ 2″ N , 12° 27′ 17″ E      |
| Sankt Petersburg | 59° 58′ 22,7″ N , 30° 13′ 14″ E   |
| Sewilla          | 37° 25′ 1,8″ N , 6° 0′ 16,7″ W    |

## Adidas Uniforia Finale
link=https://de.wikipedia.org/wiki/Datei:Uniforia_Finale.jpg|mały|Der Uniforia Finale
Adidas Uniforia Finale jest specjalną edycją piłki, zaprezentowaną przez niemiecką firmę Adidas 5 lipca 2021 roku. Rozgrywano nią podczas meczów półfinałowych i finału. Różni się od pierwotnej edycji tłem (srebrnoszare) oraz kolorami pasków (czarne). Znajdują się na niej również czarne, białe, zielone, czerwone, turkusowe i różowe pociągnięcia pędzlem. Ponieważ mecze odbyły się na Stadionie Wembley w Londynie, na piłce został uwieczniony specjalny znak wodny obiekty oraz tylko współrzędne miasta (51°33′21,5″ N, 0°16′46,4″ W).

## Struktura powierzchni i parametry
Adidas Uniforia ma kształt udrapowanego kwadratu. Szerokie uderzenia przeplatają się z rozbłyskami jasnych kolorów, reprezentujących różnorodność turnieju i połączenie różnych kultur.
Parametry:
- Materiał: 70% poliuretanu, 20% poliesteru, 10% wiskozy
- Obwód: 70 cm
- Średnica: 22 cm[14]

## Zastosowania
- Certyfikat FIFA Quality PRO[14][15]
- Oficjalna piłka Ekstraklasy 2020/2021[6][16]
- Oficjalna piłka 3. Ligi niemieckiej[17]